# Фристайл на зимових Олімпійських іграх 2018
Змагання з фристайлу на зимових Олімпійських іграх 2018 в Пхьончхані проходили з 9 по 23 лютого сніговому парку «Фенікс».
У рамках змагань було розіграно 10 комплектів нагород.

## Кваліфікація
За підсумками кваліфікаційних змагань олімпійські ліцензії отримали 282 спортсмени (147 чоловіків і 135 жінок), при цьому максимальна квота для одного олімпійського комітету складає 30 спортсменів.

## Розклад
Увесь час (UTC+9).
| Дата      | Час           | Змагання              |
| --------- | ------------- | --------------------- |
| 9 лютого  | 10:00 — 10:45 | Могул (жінки)         |
| 9 лютого  | 11:45 — 12:30 | Могул (чоловіки)      |
| 11 лютого | 19:30 — 22:40 | Могул (жінки)         |
| 12 лютого | 19:30 — 22:50 | Могул (чоловіки)      |
| 15 лютого | 20:00 — 21:15 | Акробатика (жінки)    |
| 16 лютого | 20:00 — 21:10 | Акробатика (жінки)    |
| 17 лютого | 13:00 — 14:15 | Слоупстайл (жінки)    |
| 17 лютого | 20:00 — 21:15 | Акробатика (чоловіки) |
| 18 лютого | 13:00 — 14:15 | Слоупстайл (чоловіки) |
| 18 лютого | 20:00 — 21:15 | Акробатика (чоловіки) |
| 19 лютого | 10:00 — 11:15 | Хафпайп (жінки)       |
| 20 лютого | 10:30 — 11:40 | Хафпайп (жінки)       |
| 20 лютого | 13:00 — 14:40 | Хафпайп (чоловіки)    |
| 21 лютого | 13:15 — 14:40 | Скікрос (чоловіки)    |
| 22 лютого | 11:30 — 12:40 | Хафпайп (чоловіки)    |
| 23 лютого | 13:15 — 14:40 | Скікрос (жінки)       |

## Чемпіони та медалісти

### Таблиця медалей
| Місце | Країна                             | Золото | Срібло | Бронза | Загалом |
| ----- | ---------------------------------- | ------ | ------ | ------ | ------- |
| 1     | Канада (CAN)                       | 4      | 2      | 1      | 7       |
| 2     | Швейцарія (SUI)                    | 1      | 2      | 1      | 4       |
| 2     | США (USA)                          | 1      | 2      | 1      | 4       |
| 4     | Франція (FRA)                      | 1      | 1      | 0      | 2       |
| 5     | Білорусь (BLR)                     | 1      | 0      | 0      | 1       |
| 5     | Норвегія (NOR)                     | 1      | 0      | 0      | 1       |
| 5     | Україна (UKR)                      | 1      | 0      | 0      | 1       |
| 8     | Китай (CHN)                        | 0      | 2      | 1      | 3       |
| 9     | Австралія (AUS)                    | 0      | 1      | 0      | 1       |
| 10    | Спортсмени-олімпійці з Росії (OAR) | 0      | 0      | 2      | 2       |
| 11    | Велика Британія (GBR)              | 0      | 0      | 1      | 1       |
| 11    | Японія (JPN)                       | 0      | 0      | 1      | 1       |
| 11    | Казахстан (KAZ)                    | 0      | 0      | 1      | 1       |
| 11    | Нова Зеландія (NZL)                | 0      | 0      | 1      | 1       |
|       | Усього                             | 10     | 10     | 10     | 30      |

### Чоловіки
| Дисципліна           | Золото                        | Золото                | Срібло                       | Срібло                       | Бронза                                       | Бронза                                       |
| -------------------- | ----------------------------- | --------------------- | ---------------------------- | ---------------------------- | -------------------------------------------- | -------------------------------------------- |
| Повітряна акробатика | Олександр Абраменко · Україна | 128.51                | Цзя Цзун'ян · Китай          | 128.05                       | Ілля Буров · Спортсмени-олімпійці з Росії    | 122.17                                       |
| Хафпайп              | Девід Вайс · США              | 97.20                 | Алекс Феррейра · США         | 96.40                        | Ніко Портеус · Нова Зеландія                 | 94.80                                        |
| Могул                | Мікаель Кінгсбері · Канада    | 86.63                 | Метт Грем · Австралія        | 82.57                        | Хара Даїті · Японія                          | 82.19                                        |
| Слоупстайл           | Ейстейн Бротен · Норвегія     | 95.00                 | Нік Геппер · США             | 93.60                        | Алекс Больє-Маршан · Канада                  | 92.40                                        |
| Скікрос              | Брейді Леман · Канада         | Брейді Леман · Канада | Марк Бішофбергер · Швейцарія | Марк Бішофбергер · Швейцарія | Сергій Ридзик · Спортсмени-олімпійці з Росії | Сергій Ридзик · Спортсмени-олімпійці з Росії |

### Жінки
| Дисципліна           | Золото                    | Золото               | Срібло                        | Срібло                  | Бронза                         | Бронза                 |
| -------------------- | ------------------------- | -------------------- | ----------------------------- | ----------------------- | ------------------------------ | ---------------------- |
| Повітряна акробатика | Ганна Гуськова · Білорусь | 96.14                | Чжан Сінь · Китай             | 95.52                   | Кун Фанью · Китай              | 70.14                  |
| Хафпайп              | Кессі Шарп · Канада       | 95.80                | Марі Мартіно · Франція        | 92.60                   | Бріта Сігурні · США            | 91.60                  |
| Могул                | Перрін Лаффон · Франція   | 78.65                | Жустін Дюфур-Лапуант · Канада | 78.56                   | Юлія Галишева · Казахстан      | 77.40                  |
| Слоупстайл           | Сара Геффлін · Швейцарія  | 91.20                | Матільд Гремо · Швейцарія     | 88.00                   | Ізабел Еткін · Велика Британія | 84.60                  |
| Скікрос              | Келсі Серва · Канада      | Келсі Серва · Канада | Бріттані Фелан · Канада       | Бріттані Фелан · Канада | Фанні Сміт · Швейцарія         | Фанні Сміт · Швейцарія |